# Waltzing Matilda
Waltzing Matilda est l'une des chansons folkloriques australiennes les plus connues. Elle raconte l'histoire d'un journalier itinérant qui capture un mouton près de son campement de fortune puis le met dans son sac de nourriture. Quand le propriétaire arrive accompagné de policiers, le journalier se jette dans une mare proche. Depuis lors, son fantôme hante le lieu.
Cet air est si célèbre en Australie qu'il a été suggéré comme hymne national, et souvent reconnu comme tel par les non-Australiens. Il n'en a pas le statut, mais reste un des chants patriotiques les plus populaires.

## Origines

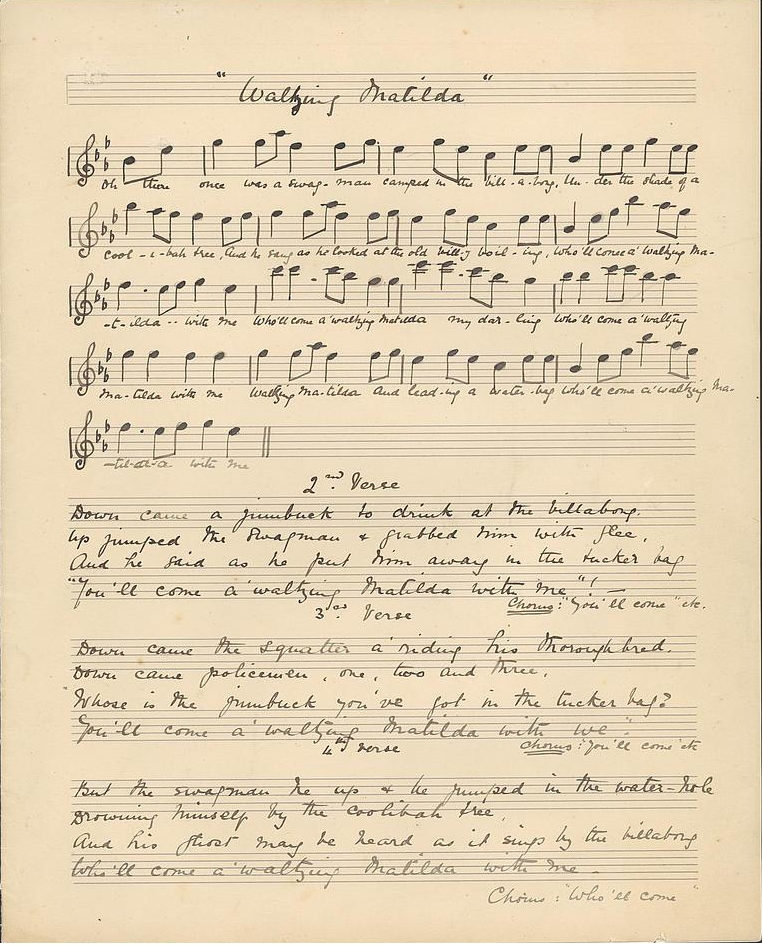
Manuscrit original de Waltzing Matilda, transcrit par Christina Macpherson vers 1895.

Les paroles ont été écrites par le poète nationaliste Banjo Paterson en 1895, sur une mélodie autre que celle que nous connaissons actuellement. Il existe un grand foisonnement d'informations qui portent autant sur sa création, les mélodies adaptées que sur son histoire dans la nation australienne : la ville de Winton, dans le Queensland, lui a consacré un musée, le Waltzing Matilda Centre. C'est d'ailleurs lors d'un séjour chez des amis dans cette région, que Paterson a écrit son texte en s'inspirant d'une histoire qui se serait passée non loin de là.
La musique a été composée[Quand ?] par Christina Macpherson, sur la base d'une folk song.

## Statut de la chanson
Cette chanson a toujours été présentée comme hymne national officieux du peuple australien aux côtés de l'hymne officiel du pays, Advance Australia Fair. L'histoire peu glorieuse d'un pauvre journalier qui, ayant volé un mouton, préfère se noyer plutôt que de passer en jugement, n'a certes pas contribué à lui trouver un soutien dans les cercles conservateurs pour acquérir ce statut officiel que certains aimeraient lui donner. Il a été proposé, à un moment donné, de ne garder que la mélodie et d'utiliser un autre texte. Cependant, la plupart des partisans de la version originelle de Waltzing Matilda pensent que les paroles contribuent grandement au caractère de la chanson.
Pendant une brève période, elle fut reconnue officiellement comme chant patriotique, coexistant avec Advance Australia Fair. Elle a été chantée lors des Jeux olympiques de Montréal de 1976 et a gagné en popularité comme hymne sportif pour l'Union de Rugby Australienne en réponse au haka des All Blacks de Nouvelle-Zélande. Elle est également chantée avec Advance Australia Fair lors de la finale annuelle de la ligue de football australienne. Rolf Harris l'interprète lors des jeux du Commonwealth de Brisbane en 1982 et la chanteuse australienne Kylie Minogue l'a chantée lors de la Cérémonie d'ouverture des Jeux paralympiques de Sydney en 2000. Elle est aussi entonnée lors de la cérémonie de clôture des Jeux olympiques de Sydney de 2000 par Slim Dusty.
Waltzing Matilda fut choisi comme hymne de la 1re division de Marines des États-Unis en souvenir de son séjour à Melbourne durant la Seconde Guerre mondiale.

## Références culturelles

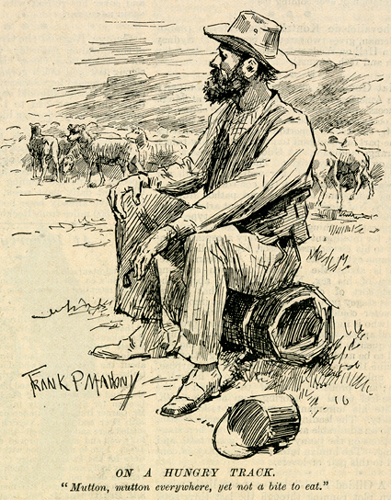
Un swagman assis sur sa couverture roulée (Matilda) avec sa bouilloire (billy) à côté de lui.

## Termes australiens

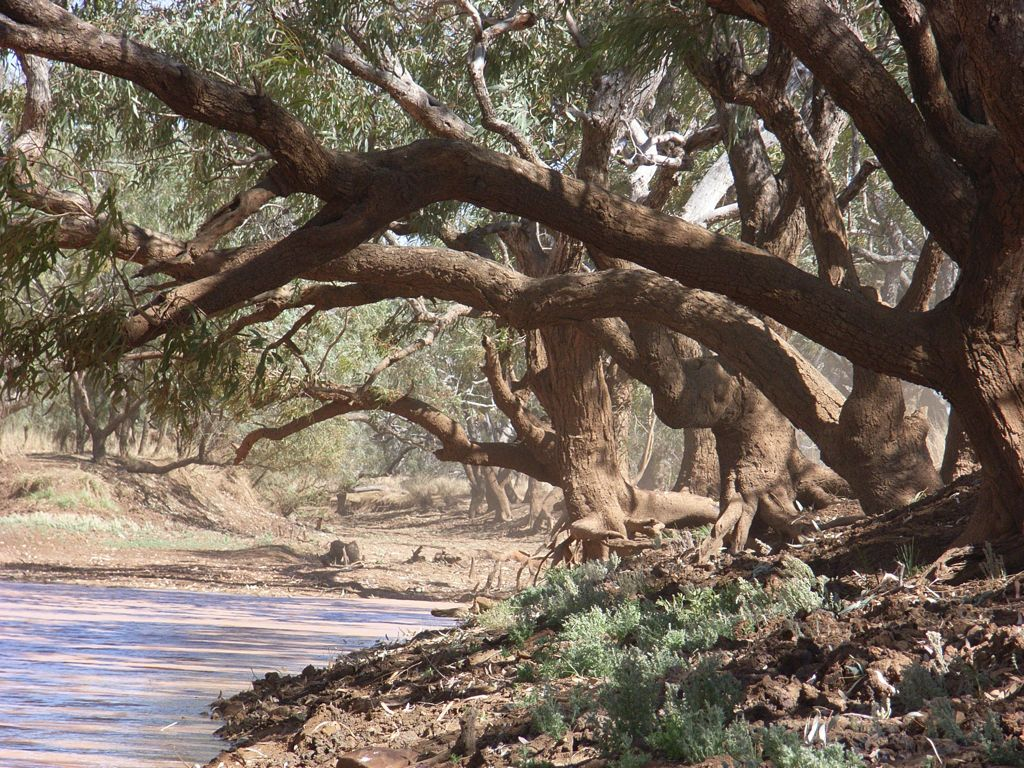
Un billabong ombragé d'eucalyptus.